# L'ombra del vento
L'ombra del vento (La sombra del viento) è un romanzo del 2001 dell'autore spagnolo Carlos Ruiz Zafón.

## Trama
1945. Daniel Sempere vive con il padre Juan, proprietario di un modesto negozio di libri usati, a Barcellona. Daniel si sveglia all'alba del suo undicesimo compleanno angosciato perché non ricorda più il volto della madre, deceduta alla fine della guerra civile a causa del colera. La stessa mattina, il padre lo porta nel Cimitero dei Libri Dimenticati: una labirintica e gigantesca biblioteca, nella quale vengono conservati migliaia di volumi sottratti all'oblio.
Qui lo invita, secondo tradizione, ad adottare uno dei libri e a promettere di averne cura per tutta la vita. La scelta ricade su L'ombra del vento dello sconosciuto autore Julián Carax. Daniel ne è rapito e legge il libro tutto d'un fiato. Il suo entusiasmo lo porta a cercare altri libri dello stesso autore, ma scopre che quella in suo possesso potrebbe essere l'unica copia sopravvissuta di tutte le opere di Carax. Inoltre il ragazzino verrà tallonato da un uomo misterioso dalle fattezze macabre che da anni cerca gli scritti di Carax per darli alle fiamme. Si fa chiamare Laín Coubert, personaggio presente anche nei libri dello scrittore, dove rappresenta il Diavolo in persona.
Tutte le vicende e le ricerche di Daniel si intrecciano con la storia della decadente Barcellona, ferita dalla guerra civile e dal franchismo, raffigurata con toni foschi e sotto una pioggia battente. Daniel inizia a indagare sul mistero riportando alla luce storie di famiglie distrutte, amori fatali e proibiti, infanzie difficili, incondizionata amicizia, lealtà assoluta e follia omicida. Una ricerca che dura un decennio e che accompagna Daniel nella sua crescita, fino a quando diventa adulto. Tale ricerca mette in evidenza tutta una serie di eventi e circostanze simili a quelli della vita di Carax, fino a scoprirne l'indicibile segreto.

## Personaggi
Daniel SempereNarratore del romanzo. Un ragazzo a volte ingenuo e testardo, proprietario dell'unico esemplare rimasto de L'ombra del vento di Julián Carax. Dopo essere venuto in possesso del libro lo leggerà appassionatamente in una notte e, incuriosito dalla storia reale dell'autore, svolgerà delle indagini su Julián e darà vita alla vicenda stessa.
Julián CaraxMisteriosissimo scrittore, autore de L'ombra del vento e di altri romanzi introvabili, sulle cui tracce si metterà Daniel, affascinato dalle sue storie e dall'alone di mistero e dannazione che circonda l'individuo. La storia della vita di Carax si intreccia, nel libro, alle narrazioni riguardanti le vicende di Daniel.
Fermín Romero De TorresDaniel incontra per la prima volta questo mendicante in piazza a Barcellona, dove vive coperto da uno scatolone. Più tardi torna da lui per offrirgli un lavoro come assistente alla sua libreria, dal momento che avevano bisogno di personale, scoprendo in lui un uomo saggio e loquace, con una parlantina che potrebbe convincere chiunque e un'innata vocazione da dongiovanni. Sul corpo porta delle enormi bruciature da fiamma ossidrica, infertegli dagli scagnozzi dell'ispettore Fumero, segni del suo turbolento e misterioso passato.
Francisco Javier FumeroCapo della Squadra Criminale della città di Barcellona, diventato un membro di spicco del corpo di polizia dopo aver ucciso il proprio predecessore e grazie alla sua incredibile abilità con le armi, oltre che al suo istinto da vero predatore. È un uomo folle e spietato, legato a doppio filo con la misteriosa figura di Julián Carax.
Laín CoubertSfuggente individuo dal volto sfigurato che vive per un unico scopo: distruggere Julián Carax, dando alle fiamme tutti i suoi scritti sopravvissuti. In una delle opere dell’autore, si scopre che Coubert è un'altra identità utilizzata da Lucifero in persona.
Beatriz AguillarSorella di Tomás, migliore amico di Daniel, è una ragazza dolce e intelligente, ma prigioniera della propria condizione. All’inizio tra lei e Daniel non corre buon sangue, ma nel corso del romanzo qualcosa cambierà.
Nuria MonfortFiglia di Isaac, custode del Cimitero dei Libri Dimenticati, è una vecchia amica di Carax. Sarà proprio lei, attraverso un drammatico manoscritto, a rivelare tutta la verità a Daniel.
Clara BarcelóNipote di Gustavo Barceló, collega libraio e amico-nemico di Juan Sempere, è una bellissima ragazza cieca, di cui Daniel si infatua durante l’adolescenza. Suo padre fu catturato e ucciso durante la guerra, dopo innumerevoli torture, proprio dall’ispettore Fumero.
Penélope AldayaFiglia del ricchissimo Don Ricardo, ebbe una torbida e segreta storia d'amore col giovane Carax, del quale lo stesso Ricardo Aldaya curò l'istruzione, intuendone le grandi doti letterarie. Successivamente, Daniel e Fermín scopriranno lo sconvolgente segreto che lega Julián a Penélope.

## Critica
Uscito in sordina in Spagna nel 2001, grazie al passaparola L'ombra del vento è divenuto un vero caso editoriale, premiato da un successo globale. Dopo sette anni sono state registrate otto milioni di copie vendute in tutto il mondo.
Il romanzo ha ricevuto recensioni per lo più positive da parte della critica letteraria internazionale. Secondo Book Marks, basato principalmente su pubblicazioni americane, il libro ha ricevuto recensioni "miste". BookScore lo ha valutato con un punteggio critico aggregato di 8,4 sulla base di un accumulo di recensioni della stampa britannica e americana. Sul numero di luglio/agosto 2004 di Bookmarks Magazine, una rivista che raccoglie le recensioni dei critici sui libri, il romanzo ha ricevuto un punteggio di 3 stelle su 5 basato sulle recensioni dei critici con un riassunto critico che diceva: «Il suo debutto può essere facile da criticare, ma difficile da ignorare». Complete Review dà una valutazione di B+.
Stephen King ha scritto: «Se pensavi che il vero romanzo gotico fosse morto con il 19º secolo, questo ti farà cambiere idea. L'ombra è il vero affare». Entertainment Weekly ha assegnato al libro il voto A, descrivendolo come «meraviglioso» e sottolineando che «ci sono punti in cui il libro potrebbe sembrare un po' esagerato (amore maledetto, omicidi raccapriccianti) ma con una scrittura magistrale e meticolosa Zafon ha un controllo straordinario sul linguaggio». In una recensione sul Washington Post, Michael Dirda ha scritto che è «un lungo romanzo che ricorderà ai lettori moltissimi altri romanzi. Ciò non vuole essere una critica ma un'indicazione della ricchezza e della complessità architettonica della storia. [...] Se ami Possessione, Cent'anni di solitudine, i racconti di Borges, Il nome della rosa, Il club Dumas o la Trilogia di New York, per non parlare di Notre-Dame de Paris e Falling Angel, allora adorerai L'ombra del vento». Il Guardian ha ritenuto che «il romanzo di Zafón è suggestivo, accattivante e completamente leggibile, ma alla fine manca della magia promessa dai suoi primi capitoli». Il San Francisco Chronicle ha dato al libro una recensione negativa, affermando che «l'effetto combinato dell'ambiente nebbioso e della scrittura fradicia è quello di perdersi in una palude».
In Italia il romanzo ha ricevuto ottime recensioni. Flavio Reola su SoloLibri lo definisce «capolavoro di suspense». Sul blog letterario Book-tique, Giorgia Chiaro dà il massimo dei voti (5 su 5). Sull'aggregatore di recensioni Qlibri il romanzo ottiene un punteggio di 4.2/5 sulla base di 127 recensioni. Il sito specializzato Recensione libro lo definisce «uno dei libri più interessanti di questi ultimi anni» e dà un voto di 5 su 5. Gianni Mazza su La bottega dei libri afferma che «J. D. Salinger diceva che “Quelli che mi lasciano proprio senza fiato sono i libri che quando li hai finiti di leggere vorresti che l'autore fosse un tuo amico per la pelle e poterlo chiamare al telefono tutte le volte che ti gira”». Rita Fortunato afferma che «più che decollare, L'ombra del vento assorbe e conduce nelle profondità e nei segreti seppelliti nel Cimitero dei Libri Dimenticati».

## Edizioni
- (ES) Carlos Ruiz Zafón, La sombra del viento, prima, Editorial Planeta, 1º aprile 2002,  p. 565, ISBN 978-84-08-04364-5. (prima edizione in lingua originale)

- Carlos Ruiz Zafón, L'ombra del vento, traduzione di Lia Sezzi, Arnoldo Mondadori Editore, 2004,  p. 439, ISBN 88-04-52733-1. (prima edizione italiana)

- Carlos Ruiz Zafón, L'ombra del vento, illustrazioni di Fransec Català-Roca, edizione speciale illustrata, Arnoldo Mondadori Editore, 2005,  p. 439, ISBN 88-04-55214-X. (edizione illustrata)

- Carlos Ruiz Zafón, L'ombra del vento, edizione speciale illustrata Oscar Draghi - effetto anticato, Arnoldo Mondadori Editore, 2019. (edizione illustrata)